# Верхнесанзяпово
Верхнесанзя́пово (баш. Үрге Санъяп) — село в Кугарчинском районе Республики Башкортостан Российской Федерации. Административный центр Санзяповского сельсовета.

## География

### Географическое положение
Расстояние до:
- районного центра (Мраково): 37 км,
- ближайшей ж/д станции (Тюльган): 23 км.

## Население
| 2002 | 2009 | 2010 |
| ---- | ---- | ---- |
| 286  | ↘276 | ↘234 |

### Национальный состав
Согласно переписи 2002 года, преобладающая национальность — башкиры (89 %).